# Szczyt NATO w Brukseli 1994
Szczyt NATO w Brukseli w 1994 – 13. szczyt NATO, zorganizowany w Brukseli w Belgii w dniach 10–11 stycznia 1994.
W szczycie tym po raz pierwszy wzięła udział nowa amerykańska administracja prezydenta Billa Clintona. Szczyt odbywał się w trakcie trwania wojny w Bośni, która była jednym z ważnych tematów jego obrad. W Brukseli państwa Sojuszu zdecydowały także o uruchomieniu programu Partnerstwa dla Pokoju.

## Postanowienia szczytu
W czasie szczytu w Brukseli, 16 członków Rady Północnoatlantyckiej przyjęło "Deklarację szefów państw i rządów", w której zostały zawarte główne postanowienia szczytu:
- wzmocnienie więzi z demokratycznymi państwami na Wschodzie Sojuszu, potwierdzenie otwarcia Sojuszu na członkostwo innych państw europejskich, zapewnienie demokratycznym państwom Europy Wschodniej perspektywy członkostwa w Pakcie
- rozpoczęcie programu "prawdziwego partnerstwa" - Partnerstwa dla Pokoju. Zasady programu zostały opisane w dwóch przyjętych dokumentach: Dokumencie Ramowym Partnerstwa dla Pokoju oraz w Zaproszeniu do Partnerstwa dla Pokoju. Członkami PdP mogły zostać państwa uczestniczące w pracach Rady Współpracy Północnoatlantyckiej lub państwa członkowskie KBWE. Jego głównym celem miało być rozszerzanie współpracy politycznej i wojskowej w całej Europie.

- poparcie dla rozwoju Europejskiej Tożsamości Bezpieczeństwa i Obrony jako wzmocnienia europejskiego filara NATO
- deklaracja podejmowania misji zagranicznych przez Sojusz pod auspicjami Rady Bezpieczeństwa ONZ lub KBWE, obok fundamentalnego zadania Sojuszu jakim pozostawała wspólna obrona jego członków
- poparcie koncepcji Wielonarodowych Połączonych Sił Specjalnego Przeznaczenia (Combine Joint Task Force, CJTF) jako środka rozwoju operacji wojskowych
- potępienie aktów międzynarodowego terroryzmu
- podjęcie wysiłków przeciw rozprzestrzenianiu broni masowego rażenia i jej przenoszenia
- potwierdzenie integralności terytorialnej, niepodległości i suwerenności Armenii, Azerbejdżanu i Gruzji, potępienie użycia siły w celu ekspansji terytorialnej
- potępienie trwającego konfliktu w byłej Jugosławii, wezwanie do jego rozwiązania na drodze negocjacji
- deklaracja kontynuowania operacji nadzorującej respektowania strefy zakazu lotów nad Bośnią
- potwierdzenie gotowości Sojuszu do przeprowadzenia ataków powietrznych pod egidą ONZ w celu ochrony Sarajewa (przed bośniackimi Serbami)